# Abraham Lincoln Brigade

Bandera d'una de les unitats de la Brigada Abraham Lincoln

L'Abraham Lincoln Brigade fou, d'acord amb la terminologia nord-americana, el conjunt de voluntaris estatunidencs que lluitaren a les Brigades Internacionals durant la Guerra Civil espanyola al costat de la Segona República espanyola, qualsevulla que fos la unitat militar on serviren.
Cal no confondre-la amb la denominació "Brigada Abraham Lincoln" que a vegades rep la XV Brigada Internacional, on combateren la majoria dels voluntaris nord-americans.
Els voluntaris nord-americans constituïren dos batallons de la XV Brigada Internacional: el Batalló Lincoln i el Batalló Washington. La Brigada es compongué en total de sis batallons, formats per voluntaris d'arreu del món i s'acabà de completar, a mesura que les baixes per la guerra l'afectaren, amb reclutes espanyols. Així mateix, voluntaris nord-americans formaren al Batalló Mackenzie-Papineau canadenc, al Regiment de Tren (transport) i a la Bateria Antiaèria John Brown. Els nord-americans comptaren amb un Hospital de campanya propi, molt ben organitzat i equipat, constituït i mantingut per l'American Medical Bureau to Save Spanish Democracy.

## Els voluntaris
L'Abraham Lincoln Brigade la constituïren voluntaris procedents de qualsevol estament o classe de la societat nord-americana. La majoria eren afiliats al Partit Comunista dels Estats Units o a altres organitzacions socialistes o anarquistes. Membres de la Industrial Workers of the World (anomenats "Wobblies") també hi foren representats. Hom ha considerat que fou la primera ocasió en la història militar dels Estats Units en què un oficial negre, Oliver Law, comandà una unitat militar.
Els voluntaris irlandesos, sota el comandament del nacionalista Frank Ryan, formaren la Columna Connolly i s'afegiren als batallons nord-americans abans de fer-ho al Batalló Britànic.